# Jan Wnęk
Jan Wnęk (ur. 30 marca lub 28 sierpnia 1828 w Kaczówce w gminie Radgoszcz koło Dąbrowy Tarnowskiej, zm. 10 lipca 1869 w Odporyszowie) – polski cieśla i rzeźbiarz. Domniemany konstruktor pierwszego na świecie sterowalnego, załogowego statku powietrznego cięższego od powietrza, na którym odbył co najmniej kilka lotów w latach 1865–1869. Miłośnicy jego sztuki nadali mu przydomki: Wit Stwosz z Powiśla i Mistrz zapatrzony w gotyk. Ludzie pamiętający o jego osiągnięciach konstruktorskich i wyczynach lotniczych mówili o nim: Ikar znad Dunajca, Chłopski Ikar lub polski Leonardo da Vinci. Jego sukcesy jako pioniera lotnictwa nie są jednak uznawane przez część historyków, ze względu za brak dostatecznie silnych dowodów.

## Dzieciństwo

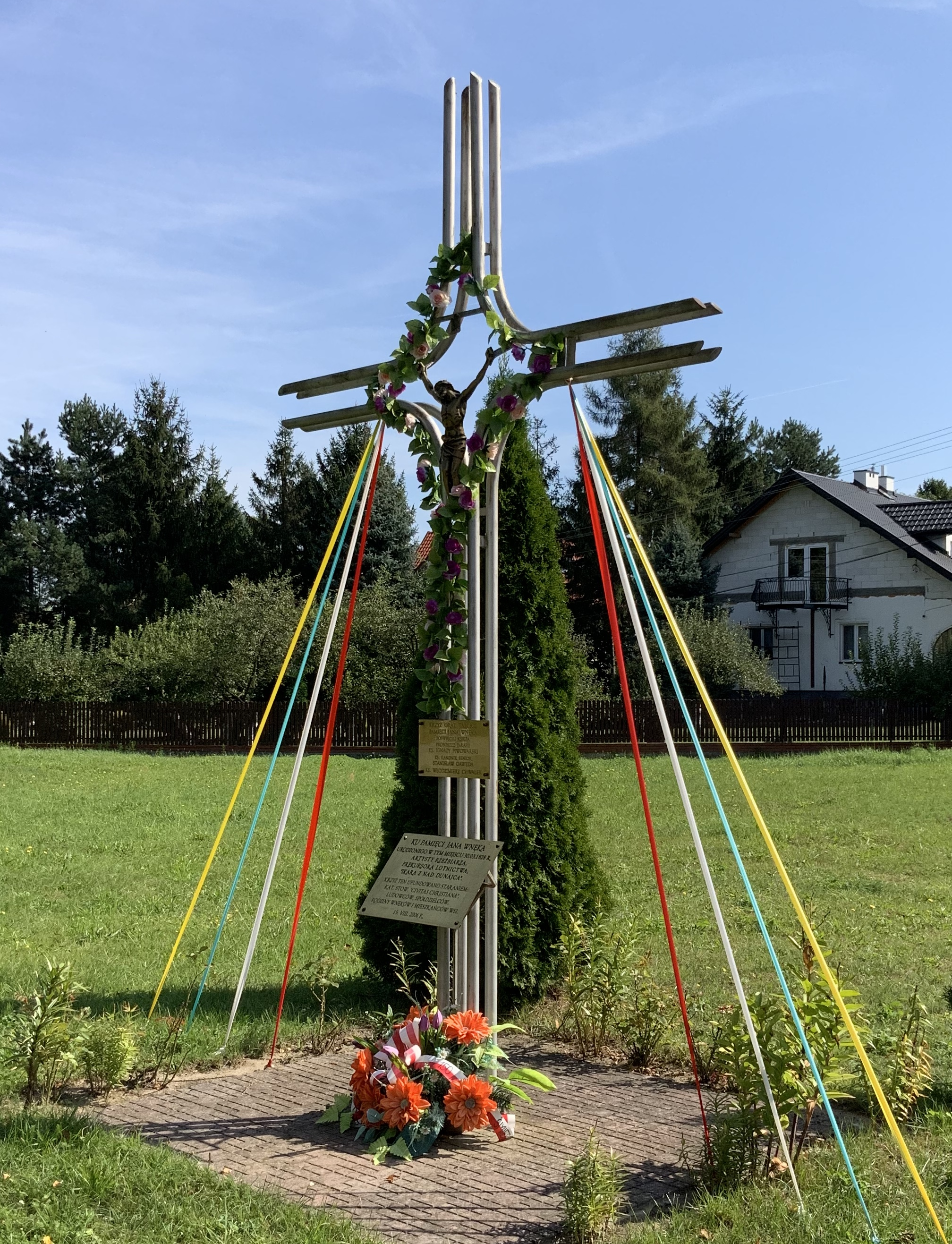
Miejsce urodzenia Jana Wnęka we wsi Żdżary (dawniej Kaczówka) k. Dąbrowy Tarnowskiej

Urodził się 28 sierpnia 1828 roku (według niektórych źródeł – 30 marca 1828 roku) w nieistniejącym już dziś przysiółku Kaczówka (wówczas przypisanym do wsi Żdżary), w odległości 16 km od Odporyszowa. Rodzice Jana – Marcin i Tekla z domu Droszcz (Drożdż) – byli chłopami pańszczyźnianymi.
W wielu opracowaniach pojawiają się informacje jakoby był analfabetą i samoukiem, a wszystko czego w życiu dokonał, powstało w wyniku jego własnych dociekań i badań, niektórzy biografowie powątpiewają w to, gdyż w ramach konsekwentnej akcji germanizacyjnej dzieci chłopskie w wieku od 6 do 12 lat były wówczas objęte obowiązkową nauką w masowo tworzonych przez władze austriackie tzw. szkołach trywialnych, a także w kościelnych szkołach parafialnych. Nauczanie prowadzone w języku niemieckim było niezrozumiałe i obce dla polskiej społeczności wiejskiej, więc nie ma pewności jakie efekty przynosiła taka edukacja.

## Cieśla i rzeźbiarz
Gdy miał 18 lat był świadkiem rzezi galicyjskiej. Dramatyczne wspomnienia z masowych mordów wywarły duży wpływ na jego późniejszą twórczość. Pobliscy chłopi odegrali poważną rolę w owych wydarzeniach.
W 1848 roku w zaborze austriackim zniesiono pańszczyznę, a rodzina Wnęków uzyskała wolność osobistą. Cierpieli biedę, musieli utrzymywać się z niewielkiego poletka, które otrzymali na własność. Mogąc zdecydować o tym kim będą ich dzieci, uzdolnionego syna wysłali do jednego z okolicznych cieśli, by nauczył się tam rzemiosła. Dwudziestoletni Jan został przyjęty na termin i zaczął poznawać tajniki budowania drewnianych domów i dachów. Zaczął się również zajmować rzeźbiarstwem w kamieniu oraz snycerstwem. Z lipowego drewna wykonywał figury Chrystusa Frasobliwego, Maryi i różnych świętych, a także znanych mu osób. Występował też jako aktor w wiejskich misteriach.
Po ukończeniu nauki rzemiosła znalazł zatrudnienie w pobliskim Odporyszowie przy odbudowie
zniszczonego pożarem kościoła i kaplicy św. Małgorzaty.
Kościół w Odporyszowie, od początku XVII wieku filialny parafii w pobliskim Żabnie, był często zaniedbywany. Kiedy w 1849 roku probostwo w Żabnie objął ks. Stanisław Morgenstern, w odporyszowskiej świątyni brakowało nawet ornatów i kielichów. Za sprawą energicznego kapłana odżył kult Matki Boskiej. Stopniowo wyremontowano kościół i wyposażono go w potrzebne sprzęty. Odnowiono mur przykościelny i podwyższono dzwonnicę. Znajdujący się tu słynący łaskami cudowny obraz Maryi sprawił, że Odporyszów stał się celem pielgrzymek i miejscem uroczystych odpustów.
Ks. Stanisław Morgenstern, patriota i społecznik, późniejszy poseł do Sejmu Galicyjskiego dostrzegł i wykorzystał zdolności Wnęka, stał się jego mecenasem i dobroczyńcą. Najpierw zlecił mu odbudowę spalonego dachu kościelnego i hełmu wieży. Dzięki jakości swojej pracy, zyskał opinię znakomitego cieśli. Jego kolejnym zadaniem było zamontowanie na dzwonnicy krzyża oraz kuli, w której znajdował się opis odbudowy dachu i inne dane. Obeszło się bez długotrwałego i kosztownego stawiania rusztowań, bo Wnęk zarzucił linę z hakiem na szczyt wieży, wspiął się po niej i umieścił krzyż oraz kulę na właściwych miejscach.
Na początku lat 50. XIX wieku ks. Morgenstern odbył pielgrzymkę do Ziemi Świętej i Rzymu. Był w Jerozolimie i widział tamtejszą Drogę Krzyżową. Po powrocie zapragnął, aby podobna została zbudowana w Odporyszowie. Sam opracował odpowiedni program ikonograficzny. Miał ambicje, aby lokalne sanktuarium z cudownym obrazem Matki Boskiej, odwiedzane przez mieszkańców Powiśla Dąbrowskiego, zachwyciło wiernych rozmachem na miarę Rzymu czy Jerozolimy. Na ogłoszony przez ks. Morgensterna konkurs na wykonanie figur zgłosili się między innymi Jan Wnęk, pustelnik o nazwisku Sowa z Sieradzy oraz mistrz ciesielski Michał Sowiński z Dąbrowy Tarnowskiej. Proboszcz uznał Wnęka za najbardziej utalentowanego spośród wszystkich kandydatów i to jemu powierzył pracę rzeźbiarską.
Artysta-samouk z pomocą kilku innych cieśli na zlecenie żabieńskiego proboszcza w latach 1855–1869 wykonał z drewna lipowego łącznie (według różnych oszacowań) od 300 do 500 rzeźbionych i płaskorzeźbionych figur, m.in. do zespołu 52 kapliczek w otoczeniu kościoła w Odporyszowie. Realistyczne figury, często o wymiarach zbliżonych do naturalnych, były malowane przez Sowińskiego, który został pomocnikiem Wnęka. Przedstawiały one sceny z życia Świętej Rodziny oraz Męki i Zmartwychwstanie Jezusa. Przeznaczone były do kościoła oraz do kaplic ze stacjami Drogi Krzyżowej i Tajemnicami Różańcowymi. Na przykościelnym murze znalazły się ponadto płaskorzeźbione przedstawienia wezwań Litanii do Matki Bożej. Sowiński wykonywał polichromie figur Wnęka.
Według przekazów twarze wielu rzeźb to sportretowane, bliskie Wnękowi osoby – rodzina, znajomi, ks. Morgenstern. W kompozycjach przedstawiających życie Świętej Rodziny tam, gdzie pojawia się twarz Matki Bożej, widać zapewne żonę Wnęka, Ludwikę. Bóg Ojciec ma oblicze ks. Morgensterna. Jedna z rzeźb, wyobrażająca proroka Symeona, ukazuje (jak zgodnie twierdzą mieszkańcy Odporyszowa) samego autora. Artysta przedstawił go jako dojrzałego mężczyznę ubranego w długą, plastycznie udrapowaną szatę, mającego chudą, pociągłą twarz, wysokie, pobrużdżone czoło, przenikliwe oczy, długie opadające wąsy i obfitą brodę. Być może zasłyszana przez niego w dzieciństwie baśń o skrzydlatym mnichu, Cyprianie, z Czerwonego Klasztoru nad Dunajcem w Pieninach, spowodowała, że swą postać na tym autoportrecie przyoblekł w habit zakonnika.
Wyjeżdżając do Krakowa ks. Morgenstern zabrał Wnęka ze sobą. Wspólnie zwiedzali tam liczne kościoły i przypatrywali się dziełom gotyckiego, renesansowego i barokowego snycerstwa, z których Wnęk miał czerpać natchnienie do swych prac rzeźbiarskich. Młody rzeźbiarz sporządził podczas tej wyprawy liczne rysunki, szczególnie dokładnie szkicując ołtarz szafowy w Kościele Mariackim.
28 sierpnia 1858 Wnęk poślubił mieszkankę Odporyszowa Ludwikę z domu Ciombor (córkę Jana i Marianny z Partyńskich). Świadkami zawarcia związku małżeńskiego, pobłogosławionego przez ks. Stanisława Morgensterna, byli Jan Dziura i Ignacy Goryl. W Odporyszowie przyszło na świat pięcioro dzieci Jana i Ludwiki – Stanisław (ur. 18 sierpnia 1859, późniejszy kapłan w Towarzystwie Jezusowym w Krakowie oraz profesor historii naturalnej w konwiktach w Tarnopolu i w Chyrowie, zm. 1944), Marianna (ur. 25 kwietnia 1861), Helena (ur. 4 lutego 1864), Wiktoria (ur. 8 marca 1866, jej ojcem chrzestnym był Michał Sowiński) i Katarzyna (ur. 7 listopada 1867).
Przy swoim domu w Odporyszowie Wnęk wybudował na własne potrzeby obszerną pracownię rzeźbiarską na palach. Wyposażył ją w duże przeszklenia. Ruchoma, opuszczana podłoga umożliwiała mu wygodne rzeźbienie figur wysokich na kilka metrów, a potem ułatwiała załadowanie wykonanej rzeźby na wóz konny, którym przewoził ją na zaplanowane miejsce.

## Konstruktor i lotnik

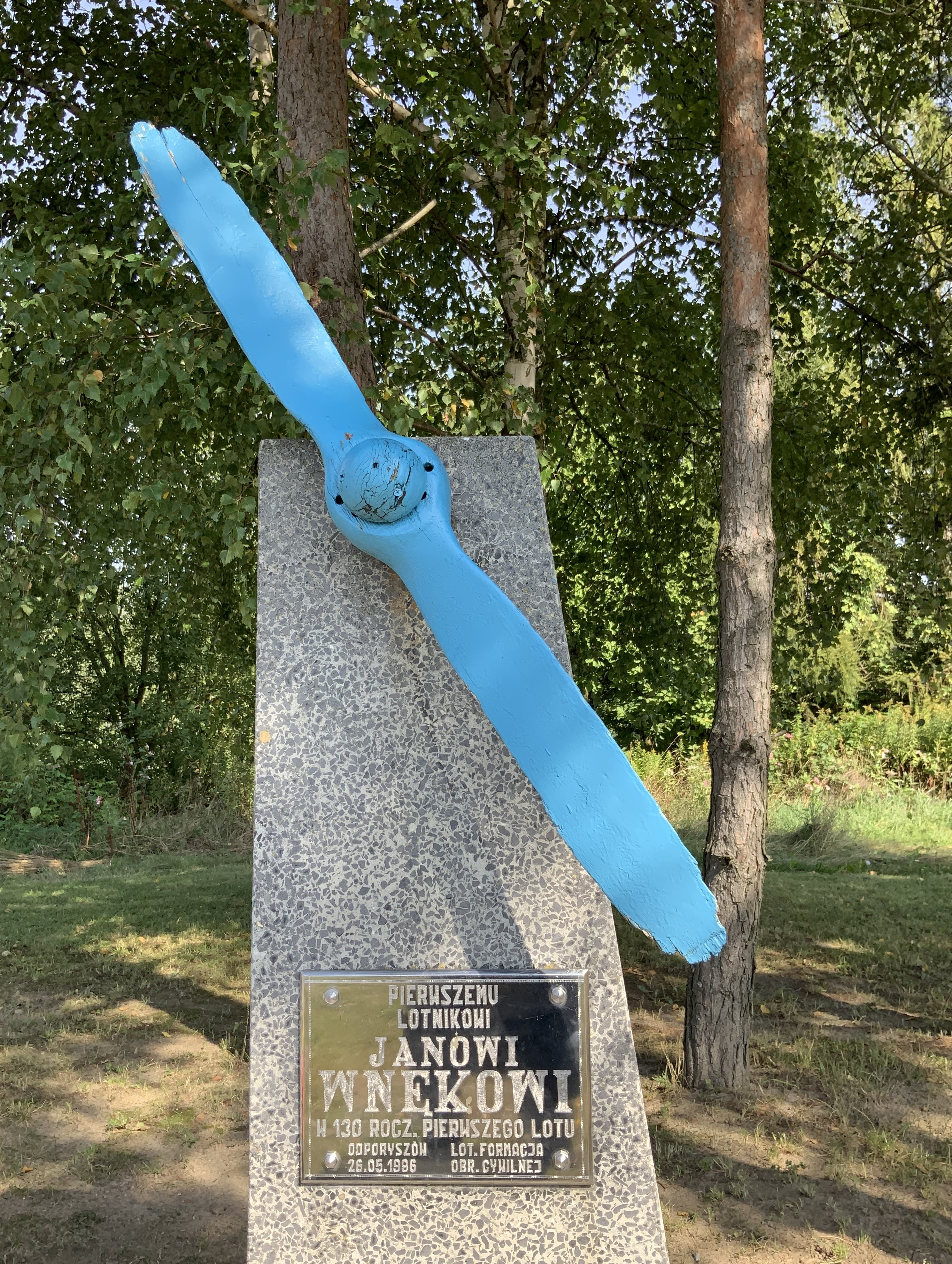
Pamiątka lotów Jana Wnęka w Morzychnie k. Odporyszowa

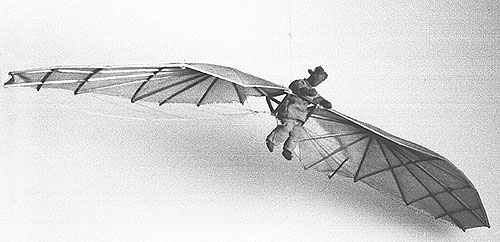
Model spekulacyjny szybowca Jana Wnęka w Muzeum Etnograficznym w Krakowie

Samodzielnie, opierając się jedynie na wiedzy z podpatrywania lotu ptaków, zaprojektował i zbudował machinę latającą, na której wykonywał loty ślizgowe. Dzięki dochodom uzyskanym z wykonywania kamiennych rzeźb nagrobnych oraz sprzedaży drewnianych krucyfiksów własnej produkcji licznym pielgrzymom przybywającym kilka razy w roku na odpusty i uroczystości kościelne do Odporyszowa, jak również wynagradzaniu jego pracy rzeźbiarskiej przez ks. Morgensterna, mógł skupić swoje wysiłki na budowie latającego aparatu. Analizując i obserwując technikę startu i lotów ptaków, prawdopodobnie rozpoznał istnienie siły nośnej, jej związku z temperaturą powietrza, warunkami meteorologicznymi oraz istnienie ciepłych prądów wznoszących.
Wnęk nazwał swój aparat latający loty lub lota, co oznaczało skrzydła, ponieważ zbudował je na wzór skrzydeł ptaków (albo skrzydeł nietoperzy, które również bardzo intensywnie badał). Nie wiadomo dziś dokładnie, jak one wyglądały, gdyż najpierw uległy uszkodzeniu podczas wypadku, a potem spalili je mieszkańcy wsi. Domniemany model lotów (o rozpiętości 155 cm), wykonany został przez Zdzisława Szewczyka i Martę Gąsowską w 1956 roku w pracowni konserwatorskiej Muzeum Etnograficznego w Krakowie. Rekonstrukcji tej dokonano na podstawie ustnej relacji zięcia Wnęka, Józefa Żołądzia, spisanej w latach trzydziestych XX wieku.
Pierwsze praktyczne rezultaty swoich pomysłów zebrał budując mały model na uwięzi. Zebrane dzięki niemu doświadczenia umożliwiły rozpoczęcie w 1863 roku budowy docelowej konstrukcji. Szkielet konstrukcji stanowiło drewno jesionowe, którego ścięte pnie pozostawił na dwa lata, aby drewno należycie się wzmocniło poprzez wyleżenie i przeschnięcie. W 1865 roku wykorzystał niewielką część tego drewna na skonstruowanie żebrowania dwóch dużych skrzydeł i ogona swoich lotów (resztę drewna zużył później na budowę pomostu i odskoczni, potrzebnych do startu). Na szkielecie rozpiął cienkie, samodziałowe, rańtuchowe płótno. Od końców listewek rozpinających płótno przeciągnął ku strzemionom sznury. Płótno zaimpregnował warzonym olejem lnianym (czyli pokostem), który dostarczyła mu wiejska olejarnia. Postanowił, że swój pierwszy lot wykona w miejscu, gdzie wielokrotnie obserwował ptaki szybujące nisko nad ziemią.
Trudno z całą pewnością ustalić, czy aparat ten należałoby uznać za bezkadłubowy szybowiec, czy za lotnię. Natomiast koncepcja, jakoby był to skrzydłowiec z napędem mięśniowym (tzw. plecakowy mięśniolot) jest dziś powszechnie odrzucana ze względu na zbyt wielkie zapotrzebowanie na moc do lotu poziomego dla takiego statku powietrznego, rzędu kilku koni mechanicznych, co stanowi wartość nieosiągalną dla człowieka. Świadkowie lotów Wnęka zgodnie twierdzili, że lecąc machał skrzydłami jak ptak. Zapewne uginały się same lotki, a nie całe płaty. Operując lotkami być może naśladował lot bierny zwierząt. Kolejne wersje lotów tworzone sukcesywnie w latach 1865–1869 mogły znacznie różnić się od siebie, gdyż wynalazca w tym czasie nieustannie je modyfikował, doskonalił i optymalizował.
Skrzydła miały być przypinane do tułowia oraz do nóg powyżej kolan za pomocą lekkiej, rzemiennej uprzęży (popręgów). Wraz z rozprostowaniem nóg i ugięciem rąk, lota zginały się jak skrzydła ptaka (ruchome były zapewne tylko lotki). Masa każdego ze skrzydeł wynosiła około 8 kg. Miały one przy tym na tyle niewielkie rozmiary (raczej kilka niż kilkanaście metrów długości), że możliwy był ich wygodny transport typowym chłopskim wozem konnym.
Wnęk wielokrotnie sprawdził wszystkie łączenia, dźwignie i linki wykonane z włókien lnianych impregnowanych szybko schnącym pokostem. Najpierw postanowił upewnić się, czy będzie w stanie sterować za pomocą rzemyków swoim aparatem latającym ciągniętym przez konia. Test wypadł pomyślnie. Następnie zdecydował się ocenić wytrzymałość skrzydeł i dokonał w tym celu czegoś, co można by uznać za badania zmęczeniowe prototypu. Wraz z żoną Ludwiką, przyciągnął ramię lotów do studziennego żurawia, zdjął przeciwwagę i przywiązał do niego skrzydło. Następnie oboje godzinami machali ramieniem żurawia, wprowadzając tym lotnię w drgania, które dopiero po wielu wahnięciach mogą doprowadzić do pękania niektórych części, jeśli nie zostały właściwie zaprojektowane i wykonane. Chwytając za łańcuch, wisząc na nim całym ciężarem ciała, ciągnęli szyję żurawia ku ziemi, a ramię wzlatywało do góry z łopoczącymi skrzydłami. Co się popsuło, Wnęk naprawiał metodą prób i błędów. Czynił to tak długo, aż wreszcie skrzydła wytrzymały obciążenie.
Zaprojektowane przez Wnęka skrzydła miały profil samostateczny, czyli taki, który po wytrąceniu skrzydeł z równowagi przez czynniki niezależne od woli pilota, np. nagły podmuch, powoduje ich powrót do pierwotnego położenia. Mógł do pewnego stopnia korygować położenie swych skrzydeł w locie przy pomocy nóg, trzymanych w strzemionach, od których szły linki do końców skrzydeł. Naciskając strzemiona operował końcówkami skrzydeł. Stąd wniosek, że wykonywane loty nie były bezwładne, ale sterowane przez pilota.
Swój pierwszy lot Wnęk wykonał w 1865 roku, wczesnym rankiem w czasie żniw, wykorzystując jedną z Górek Siedmiu Źródełek w kierunku rzeczki Żabnicy. Prawdopodobnie wybrał taką porę dnia, aby mieć jak najmniej świadków ewentualnego niepowodzenia. Lot i lądowanie przebiegły pomyślnie. Okazało się jednak, że skrzydła uległy niewielkiemu zniekształceniu wpadając w trakcie lotu w drgania. Ci mieszkańcy Odporyszowa, którym udało się zobaczyć lot, twierdzili, że aparat holowany był na linie przez konia.
Do optymalizacji konstrukcji skrzydła wykorzystał kierat. Na końcu jednego z dyszli urządzenia zamontowane zostało skrzydło aparatu. Obserwując jego zachowanie podczas obracania, napędzanego przez konie, kieratu, Wnęk doskonalił konstrukcję skrzydła.
Do lotów powrócił jesienią 1865 roku. Wykonał kolejne udane, kilkusetmetrowe loty ze wzgórz. Brak informacji czy aparat w trakcie startu i lotu był holowany przez konia. Wiosną 1866 roku Wnęk podjął decyzję o lotach z udziałem publiczności. Pierwszy taki oficjalny pokaz odbył się w przeddzień Zielonych Świątek w 1866 roku. Wnęk ofiarował ten lot Matce Bożej, której był gorącym czcicielem.
Uzyskał od ks. Morgensterna zgodę na start z wieży kościoła odporyszowskiego. Proboszcz zabronił mu jednak stanowczo przelotu nad budynkiem świątyni. Wnęk postanowił lecieć w kierunku północnym, w tym kierunku skierował i zamocował wraz ze swym pomocnikiem Michałem Sowińskim pomost z wystającą długą, grubą i elastyczną deską jesionową, mającą służyć za odskocznię. Wnęk miał nadzieję na wykorzystanie w locie ciepłych, wznoszących prądów termicznych.
Lot odbył się 19 maja 1866 roku podczas uroczystości odpustowej w wigilię Święta Zesłanie Ducha Świętego, a obserwowały go tłumy ludzi (kilka tysięcy osób). Po 66 latach liczni żyjący jeszcze świadkowie opisywali profesorowi Tadeuszowi Sewerynowi to wydarzenie, które widzieli jako dzieci i które zapamiętali na całe życie. Zobaczyli wtedy specjalnie zainstalowany pomost u szczytu 45-metrowej dzwonnicy. Sam zaś kościół z wieżą zbudowany został na wierzchołku 50-metrowej wydmy, co daje łącznie 95 metrów wysokości ponad okoliczne doliny. Lota wciągnięto na pomost specjalnie do tego celu przygotowaną windą (na linach). Sam lotnik i jego pomocnik Sowiński dostali się na pomost najpierw po schodach, a potem – po drabinach.
Z pomocą Sowińskiego Wnęk odczepił lota od lin i ustawił je na pomoście. Latająca konstrukcja składała się z połączonych ze sobą dwóch skrzydeł i ogona. Pomocnik pomógł Wnękowi zainstalować się w niej – zacisnął mocno paski na jego piersiach, rękach i nogach oraz zamocował mu do nóg strzemiona z linkami, których zadaniem było uginanie końcówek płatów. Ten sposób sterowania używany był później w początkach XX wieku. Wnęk po rozbiegu uniósł się w powietrze. Wnęk pokonał odległość około 2 km. Po wylądowaniu Wnęk otoczony został przez rozentuzjazmowany tłum obserwatorów. Z powrotem Wnęk jechał razem ze swoimi lotami na wozie, trzęsąc się na okropnych wybojach. Wskazując na niebo, powiedział: Tam nie miałem wybojów!. Natomiast zgodnie z innymi przekazami Wnęk został przyniesiony do Odporyszowa na ramionach zdziwionych i zachwyconych świadków jego wyczynu. Według niektórych przypuszczeń był to lot holowany przez jakiś czas przez zaprzęg konny, a następnie, po nabraniu prędkości i odczepieniu liny – swobodny lot z wykorzystaniem prądów wznoszących i zboczowych.
W latach 1866–1869 (czyli około ćwierć wieku przed Niemcem Ottonem Lilienthalem uważanym za ojca i pioniera lotnictwa) Wnęk wielokrotnie powtarzał swoje loty z dzwonnicy, szybując w różnych kierunkach i osiągając różne odległości. Udoskonalał przy tym nieustannie swoje sztuczne skrzydła, wprowadzając kolejne modyfikacje ich konstrukcji. Nie wiadomo, ile było tych lotów. Niektórzy świadkowie twierdzili, że przynajmniej osiem, inni – że kilkanaście. Wymagały one ciepłej, słonecznej pogody. Przy okazji większych świąt, odpustów i jarmarków, gdy warunki atmosferyczne na to pozwalały, Wnęk dokonywał kolejnych lotów z pomostu i to coraz dalszych. Czasem pokonywał tylko nieco ponad kilometr na swoich skrzydłach, ale niekiedy zalatywał aż na Pola Plebańskie. Planował też lot do rodzinnej Kaczówki, lecz marzenia tego nie udało mu się zrealizować. Najdłuższy jego lot miał wynosić aż 3 km. Być może niektóre lub wszystkie te loty były holowane przez konie (przynajmniej w początkowej fazie lotu). Wnęk uświetniał tymi wyczynami uroczystości kościelne i sprawiał, że do sanktuarium maryjnego napływały coraz większe tłumy pielgrzymów, nie wiadomo, czy bardziej do cudownego obrazu, czy po to, aby zobaczyć jego pokazy lotnicze.
Największe wątpliwości budzi dziś właśnie owa niezwykła długość tych lotów ślizgowych. Obecnie ocenia się, że Wnęk, nawet jeśli wykorzystywał prądy termiczne, zboczowe oraz wiejące wiatry, to na prymitywnej lotni mógł dolecieć najwyżej na odległość 200-300 metrów od kościoła i już nawet to należałoby uznać za ogromny sukces. Natomiast loty długości 2–3 km byłyby możliwe tylko przy olbrzymim doświadczeniu pilotażowym Wnęka i jednocześnie przy bardzo wysokim (wynoszącym co najmniej 7) współczynniku doskonałości jego statku powietrznego, niezwykle trudnym do osiągnięcia za pomocą materiałów konstrukcyjnych, jakimi dysponował i jakie zastosował. Inny sposób na zwiększenie długości lotów to start za wyciągarką (z bębnem napędzanym np. za pomocą kieratu) lub użycie pojazdu holującego (np. wozu konnego).
Te wyczyny lotnicze rzekomo zapewniły Polskiemu Ikarowi sławę sięgającą ponad lokalne kręgi. Prof. Tadeusz Seweryn w swej książce Technicy i wynalazcy ludowi (1961) napisał, że o Wnęku dowiedziano się w Krakowie, a w kronice wydarzeń umieszczonej w Kalendarzu Krakowskim Józefa Czecha z roku 1867 ukazała się informacja, iż w czerwcu 1866 roku w powiecie tarnowskim w Odporyszowie dziwak chłop na skrzydłach z wieży skakał. Późniejsi biografowie i autorzy artykułów prasowych powtarzali tę informację, zapewne bez jej zweryfikowania. Jednakże Małgorzata Skowrońska, autorka biografii Wnęka, twierdzi, że w Kalendarzu Krakowskim Józefa Czecha z 1867 roku nie ma takiego fragmentu i że jest to zapewne pomyłka prof. Seweryna.
Niektórzy biografowie zapewniali ponadto, że o lotach Jana Wnęka pisano też w gazetach krakowskich i warszawskich w latach 1868–1869, a pojawiające się wzmianki w ówczesnej prasie miałyby być koronnym dowodem, że loty takie się odbywały i że wiedziano o nich w ówczesnej znajdującej się pod zaborami Polsce, lecz nie przywiązywano do nich większej wagi. Pewien dziennik krakowski miał podać w 1868 roku wiadomość o wyczynach lotniczych Wnęka mimochodem, na marginesie takich sensacji, jak kradzież na balu brylantów arystokratce i narodziny dwóch cieląt zrośniętych brzuchami. Jednak żadne konkretne tytuły i daty wydania tych publikacji prasowych nie są podawane.
Niezwykle żywa jest za to do dziś tradycja tych lotów w Odporyszowie i sąsiednich wsiach, gdzie do tej pory mówi się o Janie Wnęku, jako o człowieku, który wiele rzeźbił i frukał (dial. małop. fruwał, latał). Fakt odbywania się lotów Wnęka potwierdził też stanowczo proboszcz Antoni Ślęzak, przebywający od roku 1933 w Odporyszowie. Powołał się on na to, że pokazy te miały miejsce w czasie odpustów, na oczach tysięcy widzów.
Z czasem ludzie zaczęli coraz bardziej bać się Wnęka, posądzali go o konszachty z diabłem. Ostatni lot Polski Ikar wykonał 10 czerwca 1869 r. lub 20 czerwca 1869 r. Tym razem lot skończył się tragicznie. Wnęk wystartował jak zwykle z pomostu na dzwonnicy, lecz jeden z pasów mocujących niespodziewanie pękł po około 500 metrach lotu. Stracił równowagę, próbował skorygować lot, co mu się jednak nie udało. Runął na ziemię w odległości 1350 metrów od dzwonnicy. Ciężko ranny, został przyniesiony przez sąsiadów do swojego domu i tam przez około dwa miesiące walczył o życie. Pozostawał cały czas przytomny i nieustannie rozpytywał, czy ktoś używa jego skrzydeł. Jednak nie znaleźli się żadni śmiałkowie ani w Odporyszowie, ani w Kaczkówce, którzy by podjęli i kontynuowali jego pracę.
Do dziś nie wiadomo, jaka była przyczyna katastrofy. Niektórzy mieszkańcy Odporyszowa twierdzili, że sztuczne skrzydła z czasem zaczęły się zużywać i Wnęk zbudował sobie nowe o takiej samej konstrukcji jak stare, których jednak już tak dokładnie nie przetestował i uległy one awarii podczas swojego pierwszego lotu. Inni z kolei byli przekonani, że to zawiść jego pomocnika Sowińskiego popchnęła go do popełnienia zbrodni – miał przed lotem dokonać sabotażu i potajemnie uszkodzić skrzydła nadcinając rzemienie łączące konstrukcję, albo też, niby niechcący, przedwcześnie zepchnął Wnęka z pomostu. Zbliżała się bowiem wtedy data wypłacenia należności za prace rzeźbiarskie. Podejrzewano, że w głowie Sowińskiego powstała myśl pozbycia się Wnęka i zainkasowania samemu całej kwoty od ks. Morgensterna. Nie zachowały się jednak żadne źródła uzasadniające te oskarżenia, nie potwierdził ich też sam Wnęk przed swoją śmiercią. Być może wypadek był więc spowodowany po prostu nieumiejętnym przymocowaniem skrzydeł lub niespodziewanym silnym podmuchem wiatru.

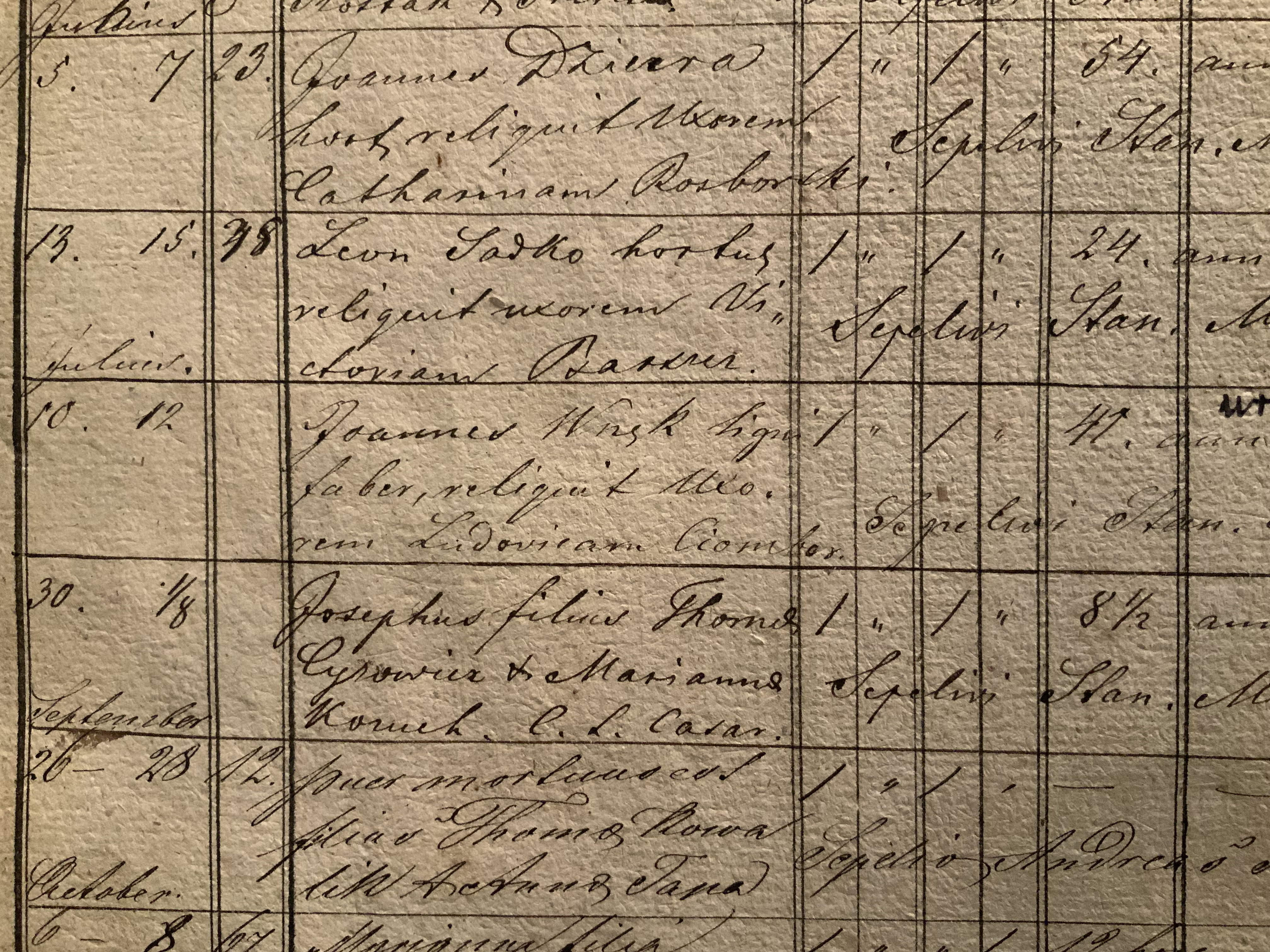
Księga zmarłych parafii w Odporyszowie, zawierająca daty śmierci i pogrzebu Jana Wnęka

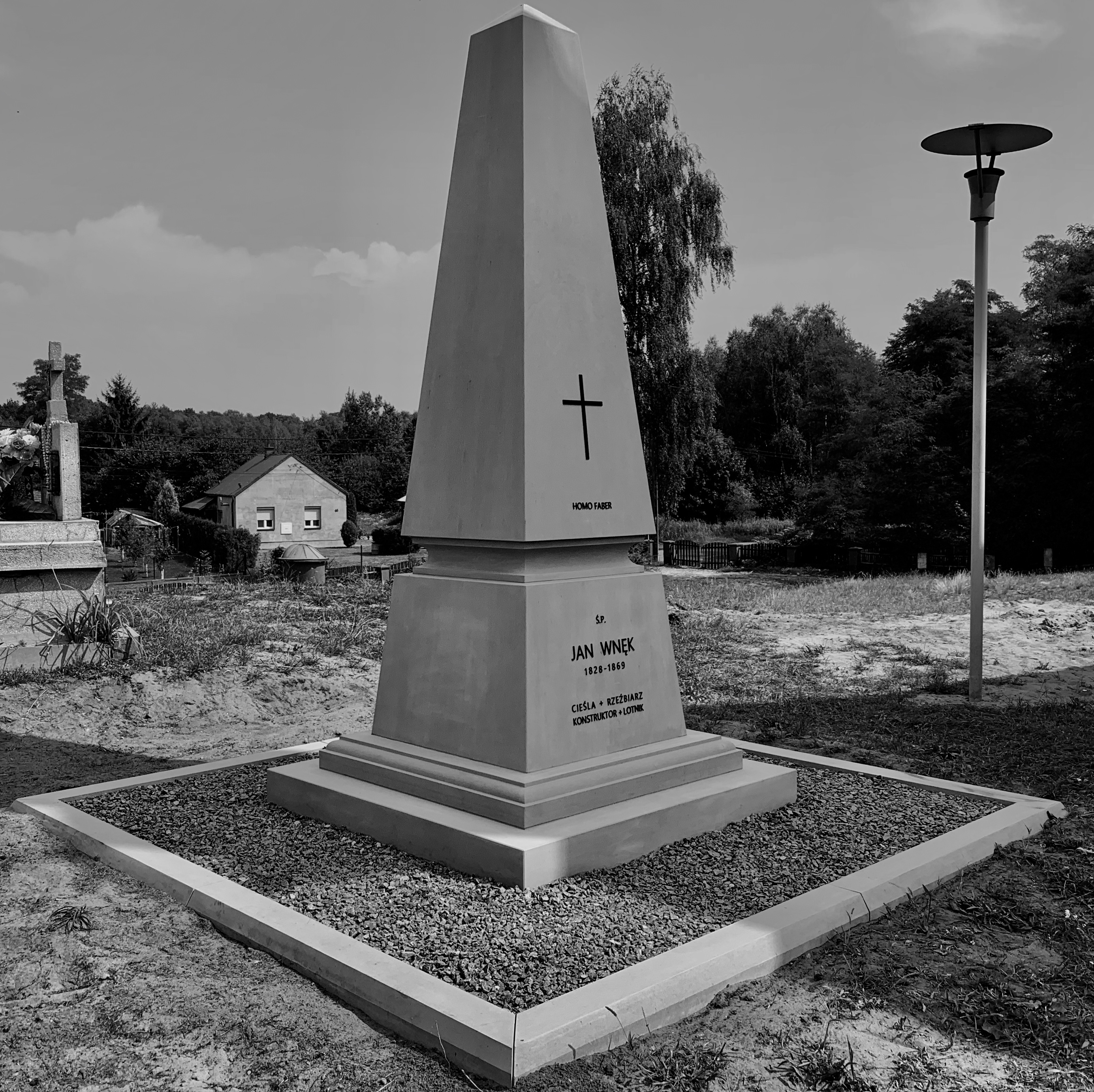
Symboliczny grób Jana Wnęka na cmentarzu parafialnym w Odporyszowie

Zmarł 10 lipca 1869. Został pochowany 12 lipca 1869 przez ks. Stanisława Morgensterna. Przeżył 40 lub 41 lat (w zależności od tego, która z dwu dat urodzenia jest prawdziwa). Dopisek w księdze zmarłych, określający Jana Wnęka jako „religiant” oraz fakt, że pochował go osobiście proboszcz odporyszowskiej parafii wydaje się zaprzeczać tezom, jakoby spoczął w nieoznaczonym grobie, w konsekwencji powszechnego przekonania o udziale sił nieczystych w jego eksperymentach. Wątpliwa jest zatem relacja, że uszkodzone loty natychmiast po wypadku mieszkańcy wsi spalili, gdyż uznali je za szatański wynalazek. Nie znane jest miejsce pochówku Wnęka. We wrześniu 2019, z inicjatywy ks. Andrzeja Augustyńskiego, tuż obok kaplicy cmentarnej odsłonięto epitafium poświęcone Janowi Wnękowi, będące jego symbolicznym grobem.

## Upamiętnienie

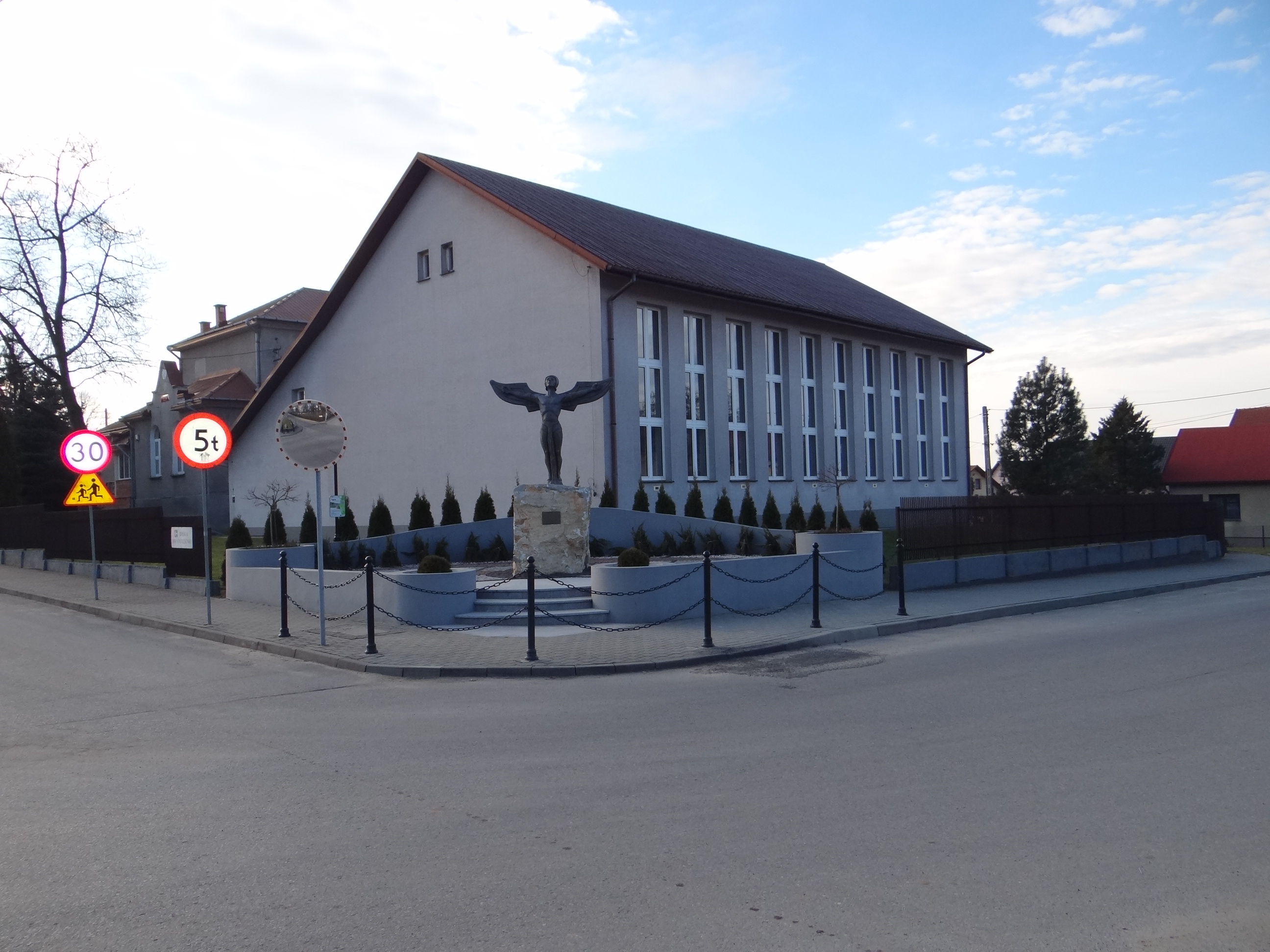
Pomnik Jana Wnęka na tle szkoły jego imienia w Odporyszowie

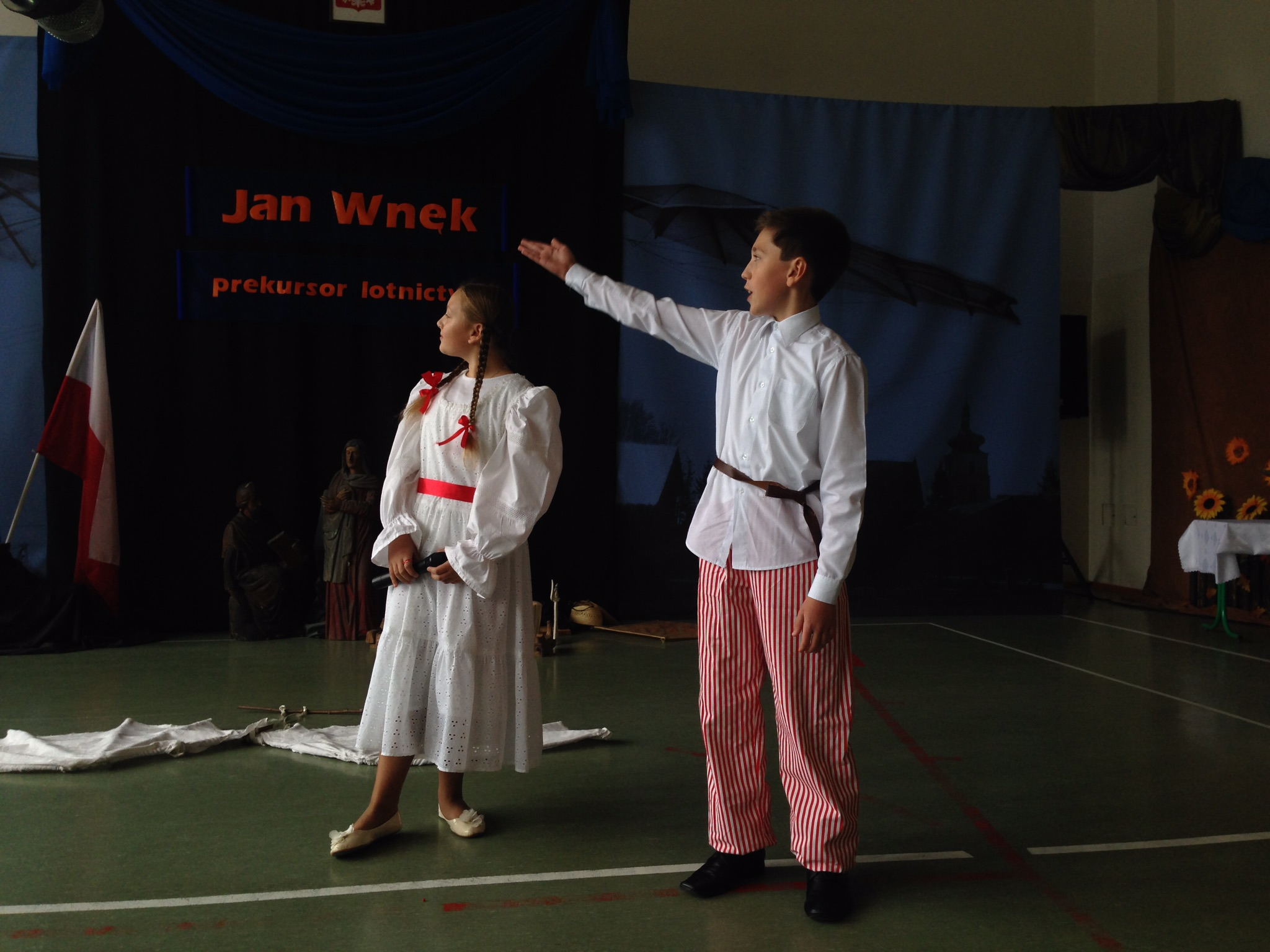
Przedstawienie o Janie Wnęku w Szkole Podstawowej jego imienia w Odporyszowie

Dokonania Wnęka nie zostały odnotowane przez historyków rozwoju lotnictwa, konstruktor nie pozostawił po sobie nie tylko żadnych dokumentów pisanych (jeśli nawet takie istniały, to mogły zostać spalone przez mieszkańców Odporyszowa tak, jak jego lota). To, co dziś wiemy o jego pracach, pochodzi z relacji naocznych świadków, z którymi w 1932 r. rozmawiał pochodzący z Żabna prof. Tadeusz Seweryn, historyk i badacz sztuki ludowej, dyrektor krakowskiego Muzeum Etnograficznego, który zajął się rozpropagowaniem pionierskiej działalności Jana Wnęka. To jemu przypisuje się zasługę odkrycia istnienia Chłopskiego Ikara. Gdy prowadził badania naukowe na Powiślu Dąbrowskim, zetknął się w Odporyszowie z osobami pamiętającymi Wnęka. Spisał ich wspomnienia na temat pracy i działalności samorodnego rzeźbiarza, konstruktora i lotnika. Żyjący jeszcze wówczas zięć Jana Wnęka twierdził, że jako dziecko był naocznym świadkiem tych lotów i drobiazgowo opisywał profesorowi, jak jego teść mocował na sobie lota oraz wiele innych szczegółów. Podał pewne szczegóły budowy tych sztucznych skrzydeł, dzięki czemu można było zrekonstruować ich przypuszczalny wygląd. W latach 60. XX wieku prace nad twórczością i życiem Wnęka prowadził Aleksander Minorski, autor zbeletryzowanej biografii Ikar znad Dunajca.
Prof. Seweryn znalazł w Odporyszowie rzeźby Jana Wnęka. Znaczna ich część uległa zniszczeniu jeszcze podczas I wojny światowej. Dziewięć figur autorstwa Wnęka trafiło do kolekcji Muzeum Etnograficznego w Krakowie.
Do dziś dotrwało ponad 100 drewnianych figur. Około 90 z nich znajduje się w Odporyszowie w Muzeum Jana Wnęka przy kościele, a ponadto w kaplicy św. Małgorzaty zwanej też Ogrójcem oraz w niewielkim akacjowym lasku (dawnym cmentarzu cholerycznym) na Trelówce w kapliczkach Siedmiu Boleści Matki Bożej. Dziesięć dzieł artysty przechowywanych jest w Muzeum Etnograficznym w Krakowie, cztery – w Muzeum Etnograficznym w Tarnowie, a dwie – w Państwowym Muzeum Etnograficznym w Warszawie. Poza tym na odporyszowskim cmentarzu zachowało się jeszcze około 80 kamiennych rzeźb nagrobnych autorstwa Wnęka. Dwie figury (św. Jan i Matka Boska – fragment sceny Ukrzyżowania) z Państwowego Muzeum w Warszawie stanowiły część prywatnej przedwojennej kolekcji Milicy i Władysława Horbackich z Krakowa i zostały zakupione w roku 1958.
Możliwe, że Wnęk wyrzeźbił też sporą liczbę drewnianych krucyfiksów (podobnych do tego znajdującego się w Muzeum Etnograficznym w Krakowie) jako prezenty dla rodziny, znajomych oraz na sprzedaż dla pielgrzymów podczas odpustów. Zapewne wiele takich krzyży, wiszących do dziś w domach w Odporyszowie i w okolicy, to nierozpoznane dzieła Wnęka.
Po II wojnie światowej władze komunistyczne starały się zrobić z niego ludowego bohatera-geniusza. Szybko jednak odstąpiono od tego pomysłu, bo na przeszkodzie stanęła jego rzeźbiarska twórczość religijna.
Polski inżynier i konstruktor lotniczy Czesław Zbierański, autor wydanej w Nowym Jorku w 1958 roku książki Narodziny lotnictwa polskiego stwierdził, że prawdopodobnie Wnęk był twórcą szybownictwa. Wyraził też opinię, że gdyby wszystko, co o nim wiemy, okazało się prawdą, to można by go zaliczyć do najwybitniejszych pionierów lotniczych świata, a nawet określić mianem pierwszego latającego człowieka.
W roku 1979 powstał krótkometrażowy (29 minut) inscenizowany film dokumentalny Być ptakiem, stanowiący fabularyzowaną biografię niezrozumianego przez wieś genialnego cieśli. W filmie wystąpili wyłącznie aktorzy amatorscy (tzw. naturszczycy) z Odporyszowa. Rolę główną zagrał kierowca Edward Piątek. Dokument był wyświetlany w telewizji hiszpańskiej, która zakupiła prawa do jego emisji.
Ocalałe po I wojnie światowej dzieła Wnęka przetrwały II wojnę światową już bez większych strat, ale pozostawały później długo w zapomnieniu. Dopiero w 1978 r. kustosz odporyszowskiego sanktuarium, ks. Henryk Chojnacki, umieścił rzeźby z niszczejących kaplic różańcowych w wieży przykościelnej, chroniąc je tym samym przed uszkodzeniem lub kradzieżą. Równocześnie rozpoczął on planowanie utworzenia muzeum poświęconego Janowi Wnękowi. Powstała koncepcja lokalizacji tej placówki obok kaplicy odpustowej, jednak brak środków finansowych, a także przeniesienie księdza Chojnackiego do Krajowego Duszpasterstwa Rodzin przy Episkopacie Polski spowodowały spowolnienie realizacji planów. Nie udało się dokończyć tego dzieła również jego następcy, ks. kustoszowi Januszowi Grenczakowi, który zmarł przedwcześnie.
W 1991 r. ksiądz Dariusz Dobbek dokonał uroczystego otwarcia Muzeum Jana Wnęka. Są w nim rzeźby Mistrza zapatrzonego w gotyk (Narodzenie Pana Jezusa, Józef z Dzieciątkiem, Jezus nauczający w świątyni, Maria lamentująca i inne) oraz domniemany model latającego aparatu konstrukcji Wnęka.
Dzięki staraniom ks. Henryka Surmy w centrum Odporyszowa, na placu przed kościołem stanął pomnik Jana Wnęka autorstwa Mariana Pajora z Łososiny. Pomnik odsłonięto w 1995 roku.
W 130. rocznicę ostatniego, tragicznego lotu Wnęka, w prawdopodobnym miejscu jego upadku na obrzeżach lądowiska w Morzychnie odsłonięto kamienny obelisk upamiętniający pierwszego polskiego szybownika. Krzyż, który stanął obok monumentu, wykonano z konstrukcji skrzydła samolotu sportowego.
W lipcu 2005 roku miała miejsce premiera przedstawienia plenerowego Ballada o Janie Wnęku, inspirowanego biografią wynalazcy, zrealizowanego przez Teatr Gry i Ludzie z Katowic. Spektakl w reżyserii Michała Nogiecia był następnie wystawiany w wielu miastach Polski oraz w Tunezji.
Katolickie Stowarzyszenie „Civitas Christiana” oraz inni darczyńcy 15 sierpnia 2006 roku ufundowali kolejny krzyż i tablicę. Upamiętniają one miejsce urodzenia Jana Wnęka jako artysty rzeźbiarza oraz prekursora lotnictwa – Ikara znad Dunajca.
W 2009 r. ekspozycja w Muzeum Jana Wnęka została na nowo zaprojektowana i wykonana z okazji Małopolskich Dni Dziedzictwa Kulturowego. W tym samym roku także Muzeum Etnograficzne w Krakowie wystawiło kilka posiadanych rzeźb w Studium Obiektu – nowej sali ekspozycyjnej.
Jedna z ulic Odporyszowa nosi nazwisko Wnęka. W 2013 r. został on też patronem tamtejszej szkoły podstawowej. W uzasadnieniu takiej decyzji stwierdzono, że:

Jan Wnęk to człowiek głębokiej wiary w Chrystusa i gorący czciciel Matki Bożej Odporyszowskiej (o czym świadczy chociażby wymowa rzeźb, których drewniane twarze wyrażają wszystkie możliwe uczucia), niezłomny, o wielkiej mądrości. Talent, który otrzymał od Stwórcy, nie tylko roztropnie rozmnożył, ale przyczynił się do rozwoju ludzkości (lotnictwo). Budził podziw swoją cierpliwością, wytrwałością, konsekwentnie zmierzał także do udowodnienia, że człowiek może latać.
Był wyjątkowym pasjonatem. Nie bał się marzyć. To przede wszystkim autentyczny człowiek, bogata i otwarta osobowość. Łączył skromność i rzetelność artystyczną z oryginalną wyobraźnią. Wnęk jednak, jak każdy wybitny twórca, nadawał rzeźbom własny i niepowtarzalny wyraz.
Patron szkoły to osobowość. Wierzymy, że autorytet i wzorzec osoby Jana Wnęka pomogą wychować naszych uczniów na godnych obywateli i dobrych ludzi, przepojonych pasją i marzeniami.

Wnęk upamiętniony w herbie gminy Radgoszcz

Ponadto istnieją pewne dowody, że Jan Wnęk nie był jedynym, lecz tylko jednym z wielu ówczesnych pionierskich konstruktorów lotniczych pochodzenia chłopskiego. W XIX wieku w znajdującej się pod zaborami Polsce powstało bowiem co najmniej kilka takich projektów maszyn latających cięższych od powietrza. Niektóre z nich zrealizowano i dokonano na nich prób wzlotów. W większości kończyły się one wypadkami, potłuczeniami lub złamaniami nóg niefortunnych lotników (Wojciech Kułach zwany Wawrzyńczakiem z Gliczarowa, anonimowy góral z Bukowiny, chłop z okolic Żywca). Sukcesem zakończył się natomiast lot mieszkańca wsi Górki w okolicach Krosna, dokonany w latach 80. XIX wieku, a więc kilkanaście lat po lotach Wnęka, ale też przed Lilienthalem. Naocznym świadkiem tego wydarzenia był jeden z polskich pionierów lotnictwa – Adam Ostaszewski, który opisywał je potem w swoich publikacjach. W Górkach do dziś jest bardzo żywa pamięć o tym lotniku, tak jak w Odporyszowie – pamięć o Janie Wnęku.